# Gears of War: Judgment
Gears of War: Judgment è uno sparatutto in terza persona appartenente all'omonima serie videoludica e pubblicato da People Can Fly e Epic Games per la console Xbox 360.

## Modalità di gioco
Oltre ovviamente alla modalità campagna, che si potrà giocare anche in modalità cooperativa, nella quale sono state apportate alcune innovazioni come un'intelligenza artificiale migliorata e un nuovo sistema chiamato "Smart Spawn System" ("S3") in grado di modificare l'esperienza di gioco, aumentandone la longevità potenziale e presentando situazioni diverse ad ogni partita, sono state aggiunte due nuove modalità: "OverRun" e "Tutti contro tutti". Tra le altre modalità troviamo anche le classiche "Deathmatch a squadre" e "Dominazione".

### Multigiocatore
Gears of War: Judgment introduce diverse novità anche nel multiplayer, con nuove modalità di gioco e un nuovo sistema di classi. Le modalità sono:
- OverRun, è un misto delle modalità Orda e Bestia, dove due team composti da cinque giocatori devono portare a compimento obiettivi diversi. Quanto alle classi, che si differenziano per abilità, caratteristiche e armi utilizzabili, abbiamo Soldato, Scout, Medico e Tecnico. Dall'altra parte ci sono ovviamente le Locuste, tra cui inizialmente la scelta sarà limitata a Ticker, Abietto, Granatiere e Kantus e poi si aggiungono con i punti Rager, Serapede, Mauler e Corpser.
- Esecuzione, dove se si viene abbattuti bisogna essere uccisi o con una esecuzione di un'arma o con proiettili sparati a estrema vicinanza, altrimenti il giocatore potrà tornare in gioco.
- Deathmatch a squadre, 2 squadre da 5 giocatori si scontrano e la prima che arriva a 50 uccisioni vince.
- Tutti contro tutti, 10 giocatori si scontrano e il primo che arriva a 25 uccisioni vince. 1º posto:medaglia d'oro, 2º posto medaglia d'argento, 3º posto medaglia di bronzo.
- Dominazione, 2 squadre da 5 giocatori devono conquistare fino a 3 anelli e ogni secondo che passa sotto il proprio controllo da un punto e la prima squadra che arriva a 250 punti vince.
- Maestro d'armi, 10 giocatori si sfidano partendo con il Lancer, poi ad ogni uccisione che si fa si cambia arma fino ad arrivare a un'uccisione con ogni arma (20). uccisione a distanza:arma successiva - uccisione corpo a corpo:nessun cambio - suicidio:arma precedente.
- Breakthrough, ci sono due squadre con ruoli ben distinti, una squadra ha il possesso di una bandiera che devono consegnare a un percorso, la squadra avversaria ha un ruolo puramente difensivo ed ha vite illimitate. La squadra in attacco deve sfondare la linea difensiva della squadra nemica e consegnare la bandiera prima che le loro vite si esauriscano.

## Personaggi
- Tenente Damon Baird: è il leader della squadra Kilo: Un soldato ingegnere che è un esperto in vari settori tecnici e meccanici. Si è unito alla Coalizione dei Governi Uniti (COG) poco prima dell'Emergence Day, e subito dopo ha incontrato Augustus Cole, che è diventato il suo migliore amico. (Doppiato da Oliviero Cappellini)
- Soldato Augustus Cole: è un giocatore di successo di Thrashball noto per il suo stile vigoroso e fiammeggiante. Dopo l'Emergence Day, Cole si è unito ai COG, e ha portato nel campo di battaglia la stessa "grinta e intensità" che gli ha salvato la vita più di una volta. (Doppiato da Luca Catanzaro)
- Medico Sofia Hendrick: Una donna soldato Gear nell'esercito COG che ha servito nella squadra Kilo. Durante le Guerre Pendulum, Sofia è una ex giornalista che si è arruolata nell'esercito dopo l'Emergence Day, ed è stata inviata alla Onyx Guard Academy in Halvo Bay. (Doppiata da Debora Magnaghi)
- Scout Garron Paduk: Un soldato UIR nell'esercito COG e membro della squadra Kilo. Durante le Guerre Pendulum ha servito in una importante unità di milizia per l'Unione delle Repubbliche Indipendenti nella sua patria di Gorasnaya. Dopo che Gorasnaya fu devastata dalle Locuste e che Paduk e alcuni suoi connazionali furono tratti in salvo dalle forze COG navali, quest'ultimo si è unito ai COG per vendicarsi contro le Locuste. (Doppiato da Ivo De Palma)
- Colonnello Ezra Loomis:  è un militare di carriera che ha poco rispetto per la vita dei civili. Un veterano delle guerre Pendulum, Loomis ha avuto un momento difficile regolando le sue tattiche per affrontare la minaccia delle locuste, e disapprova le tattiche non ortodosse della squadra Kilo. (Doppiato da Cesare Rasini)
- Karn: è un Theron Guard deforme messa da parte all'inizio della sua carriera, ma attraverso tattiche di astuzia e di qualità superiore ha raggiunto il comando di generale. Ricopre il ruolo di uno dei principali antagonisti, cavalca una massiccia creatura che ha guarito dopo averlo trovato con una gamba rotta all'inizio della sua carriera, chiamato Shibboleth. Egli ha attaccato Halvo Bay 30 giorni dopo l'Emergency Day, e ha anche messo sotto assedio Gorasnya.

## Trama
Trattandosi di uno spin-off della serie, il protagonista della storia non sarà più Marcus Fenix, bensì il ruolo di eroe verrà attribuito a Damon Baird, che vedremo alle prese con un'accusa per tradimento imputata a lui ed alla sua squadra.
La storia si svolge 15 anni prima della serie principale, nel periodo dell'Emersion Day e comanderemo una squadra composta da alcune vecchie conoscenze, come ad esempio Cole (già noto ai fan della saga come uno dei protagonisti degli altri episodi) e Garron Paduk. Non mancano le nuove comparse, come ad esempio una nuova Gear dai capelli rossi, Sofia Hendrick.

## Contenuti scaricabili
- Il DLC Haven comprende la modalità "Esecuzione"(presente anche in GOW3) e la mappa "Rifugio". Questo DLC è completamente gratuito. Data d'uscita: 22 marzo 2013.
- Il DLC Call to arms comprende la nuova modalità "Maestro d'armi" e tre nuove mappe: "Terminale"(OverRun) e le mappe Cimitero e Scia di sangue(un remake di GOW3 e GOW2). Questo DLC costa 1000 Microsoft Points, ovvero circa 12 euro, questo DLC è gratis per chi possiede il "VIP Pass". Data d'uscita: 19 aprile 2013.
- Il DLC Dreadnought comprende la mappa OverRun "Nave da guerra". Questo DLC costa € 1,89. Data d'uscita: 10 maggio 2013.
- Il DLC Resti perduti include una nuova modalità multiplayer chiamata Breakthrough. Il DLC include tre nuove mappe multiplayer: Cassa, Città perduta e Museo e contiene anche una nuova mappa OverRun, chiamata "Distretto". Questo DLC costa € 11,99. Data d'uscita: 18 giugno 2013.